# Doença de Huntington
A doença de Huntington ou coreia de Huntington é uma doença hereditária que causa a morte das células do cérebro. Os primeiros sintomas são geralmente problemas subtis a nível do humor ou das capacidades mentais. A estes sintomas segue-se falta de coordenação motora e locomoção instável. À medida que a doença avança, começam-se a manifestar movimentos do corpo bruscos, descoordenados e sem sentido. As capacidades físicas vão progressivamente diminuindo até que a coordenação motora se torna difícil e a pessoa se mostra incapaz de falar. As capacidades mentais geralmente degeneram em demência. Os sintomas específicos podem variar entre as pessoas. Os sintomas geralmente têm início entre os 30 e 50 anos de idade, mas podem manifestar-se em qualquer idade. A cada nova geração, a doença pode-se manifestar cada vez mais cedo. Cerca de 8% dos casos têm início antes dos 20 anos de idade e é comum manifestarem sintomas semelhantes aos da doença de Parkinson. As pessoas com doença de Huntington muitas vezes desvalorizam a gravidade do problema.
A doença de Huntington é geralmente herdada de um dos pais, embora em 10% dos casos seja causada por uma nova mutação genética. A doença é causada por uma mutação autossómica dominante em qualquer uma das duas cópias de um gene denominado huntingtina. Isto significa que um filho de uma pessoa com a doença tem 50% de probabilidade de herdar a doença. Este gene fornece a informação genética para uma proteína também denominada "proteína huntingtina". A expansão da repetição do tripleto CAG nesse gene resulta numa forma mutante da proteína, que vai gradualmente destruindo as células no cérebro. No entanto, este mecanismo ainda não é compreendido na totalidade. O diagnóstico é realizado com exames genéticos, que podem ser feitos a qualquer momento, independentemente de existirem ou não sintomas. Esta possibilidade está na origem de alguns debates sobre ética: a idade em que uma pessoa é considerada suficientemente adulta para decidir fazer os exames, se os pais têm o direito de fazer exames nos filhos e como gerir a confidencialidade dos resultados.
Não existe cura para a doença de Huntington. Nos estádios avançados da doença são necessários cuidados a tempo inteiro. O tratamento pode aliviar alguns sintomas e melhorar a qualidade de vida em algumas pessoas. As evidências mais robustas para o tratamento dos problemas de movimento recomendam o uso de tetrabenazina. A doença afeta entre 4 e 15 em cada 100 000 pessoas de ascendência europeia. A doença é rara entre japoneses, sendo desconhecida a prevalência entre africanos. A doença afeta mulheres e homens em igual proporção. A esperança de vida é reduzida em resultado de complicações como pneumonia, doenças cardiovasculares e lesões físicas por quedas. Em 9% dos casos a causa de morte é suicídio. A morte geralmente ocorre 15 a 20 anos após o diagnóstico da doença.
A primeira provável descrição da doença foi feita em 1841 por Charles Oscar Waters. No entanto, a primeira descrição detalhada da doença foi feita em 1872 pelo médico George Huntington, de quem tem o nome. A base genética da doença foi descoberta em 1993 por uma colaboração internacional de cientistas coordenado pela Hereditary Disease Foundation. A partir da década de 1960 começaram a surgir organizações de apoio e investigação, que trabalham o sentido de aumentar a percepção pública da doença, financiar investigação e oferecer ajuda às pessoas e familiares. A investigação atual foca-se na determinação do mecanismo exato da doença, na melhoria dos modelos animais, no ensaio de medicamentos para o tratamento de sintomas ou atraso da progressão da doença, e no estudo de procedimentos como a terapia de células estaminais com o objetivo de reparar os danos causados pela doença.

## Causas

Huntigton causa degeneração dos núcleos lenticulares (em roxo), responsável dentre outras funções pelo controle de movimentos voluntários.

Cérebro de uma vítima da doença de Huntington com o núcleo caudado degenerado.

Trata-se de doença hereditária, causada por uma mutação genética no cromossomo 4. Trata-se de doença autossômica dominante, então se um dos pais tem Huntington, os filhos tem 50% de chances de também desenvolverem a doença. Se um descendente não herdar o gene da doença, não a desenvolverá nem a transmitirá à geração seguinte.
O DNA é constituído de substâncias químicas denominadas nucleotídeos. O indivíduo possuidor dessa desordem apresenta em seu material genético repetições anormais  da sequência de bases nitrogenadas citosina, adenina e guanina (CAG), responsáveis pela codificação da glutamina. Numa pessoa sadia a sequência CAG é encontrada com repetições menores que 20; já em pessoas portadoras da doença de Huntington há sempre mais de 36 repetições, tornando assim o gene defeituoso. Estudos recentes indicam que essa região de poliglutamina interfere na interação normal entre uma região rica em glutamina do fator de transcrição chamado Sp1 e uma região rica em glutamina correspondente no "TAFII130", uma subunidade de um componente da maquinaria de transcrição chamado TFIID. Essa interferência dificulta a transcrição nos neurônios do cérebro, incluindo a transcrição do gene para o receptor de um neurotransmissor.
Embora cada célula do corpo tenha duas cópias de cada gene, é suficiente uma cópia do gene anormal para que se tenha esta doença. Então, pode-se dizer que o gene que condiciona a doença de Huntington é um gene dominante.

## Sinais e sintomas
Os sintomas típicos de Huntigton são:
- Coreia (movimentos involuntários, rápidos, irregulares e sem finalidade dos membros, da face e/ou do tronco, geralmente associados à hipotonia e à diminuição da força muscular);
- Perda progressiva de memória;
- Transtornos psiquiátricos: depressão, ansiedade, irritabilidade, hipersexualidade, egocentrismo.
- Disartria (distúrbios da fala, mastigação e deglutição);
- Fala incompreensível, hesitante, explosiva e desorganizada;
- Perda da visão periférica.

O paciente de DH não morre da doença, mas das complicações oriundas destes sintomas e sequelas instaladas no decorrer da evolução da doença, que é lenta e fatal: tais como fraturas por quedas, desnutrição grave, por não conseguir deglutir, e outras

## Diagnóstico
O exame genético é determinante. O exame clínico é análise dos sintomas relatados e do histórico familiar da doença. Pode ser diagnosticado por exame genético no feto durante a gravidez.

## Prognóstico
Desenvolve-se lentamente, provocando uma degeneração progressiva do cérebro, especialmente dos núcleos lenticulares.
A sobrevida varia muito de indivíduo para indivíduo, mas geralmente é de cerca de 10-20 anos após o aparecimento do primeiro sintoma. A morte não é pela doença, mas sim, como consequência de problemas respiratórios (30%) ou cardíacos (25%) causados pela movimentação ineficiente da musculatura, por suicídio (7%) que tem um risco aumentado pelo quadro depressivo ou devido às lesões de quedas frequentes e por má nutrição.
Tem a mesma probabilidade de se desenvolver em ambos os sexos. É muito mais comum entre os descendentes de europeus ocidentais, sendo raro em asiáticos e africanos.

## Tratamento
Não possui cura, porém possui tratamento sintomático e pesquisas genéticas em primatas estão desenvolvendo uma terapia de silenciamento dos genes causadores da doença. Existem diversos medicamentos para diminuírem os sintomas e o progresso da doença. Exercícios cognitivos diários ajudam a preservar as habilidades mentais reduzindo a perda de memória, percepção e orientação.

### Implante de células-tronco
Este tratamento tem por base a substituição de neurônios mortos através de uma injeção de células-tronco pluripotentes na área afetada, que ao serem estimulados adequadamente formam novos neurônios, aliviando os sintomas e prolongando a expectativa de vida. Este tratamento já está sendo testado em animais com resultados significativos.

## Pesquisa
Os pesquisadores, em 2017, descobriram que o tratamento de ratos sem o gene zQ175 heterocigóticos e heterocigóticos de 12 meses de idade por 12 semanas com CTEP, um modulador alostérico negativo do receptor de glutamato metabotrópico 5 (mGluR5), reduziu o tamanho e o número de agregados de huntingtina e também reduziu tanto a apoptose neuronal quanto a perda neuronal no tecido cerebral. Ambos os impedimentos motores e cognitivos foram melhorados nos camundongos ZQ175 tratados com CTEP.